# Horatius Albarda

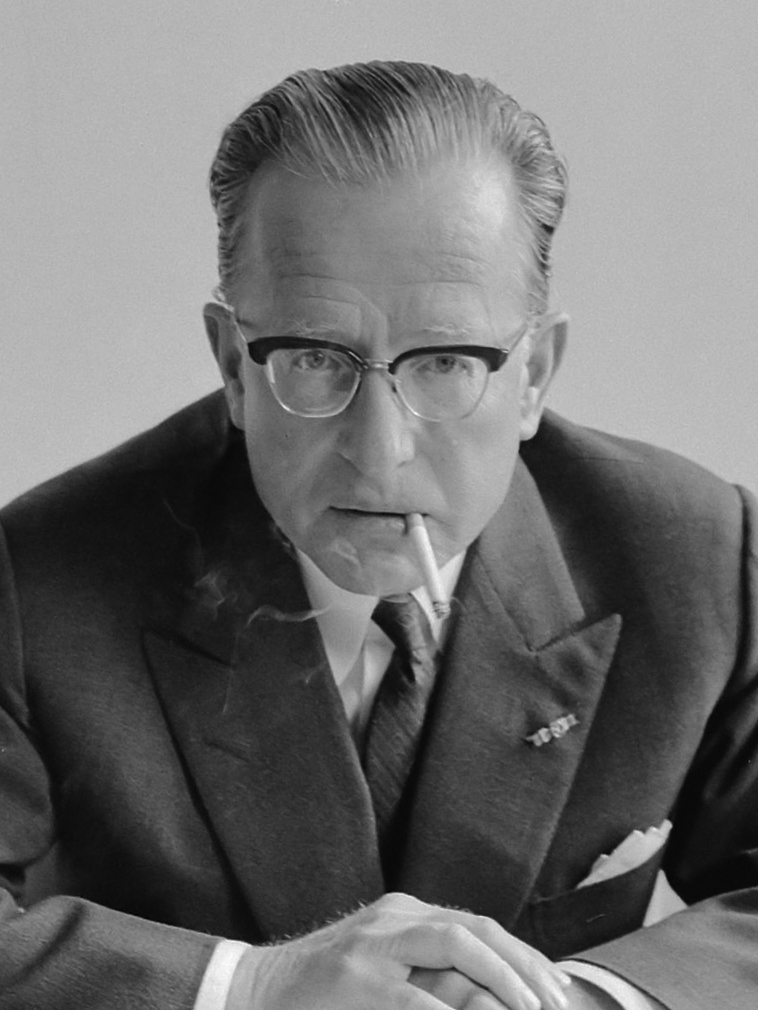
Horatius Albarda (1963)

Horatius Albarda (Leeuwarden, 28 februari 1904 - Zwitserland, 17 mei 1965) was een Nederlands zakenman. Van 1963 tot 1965 was hij president-directeur van de Koninklijke Luchtvaart Maatschappij (KLM).
Albarda studeerde rechten aan de Universiteit van Leiden en promoveerde in 1933 bij Eduard Meijers op het proefschrift Economische Boycott. In 1932 werd hij ambtenaar bij het Ministerie van Financiën. Als waarnemend thesaurier-generaal verliet hij in het najaar van 1940 het ministerie en trad in dienst van het bankierskantoor Heldring en Pierson. Na de bevrijding is hij een half jaar secretaris-generaal van het Ministerie van Financiën geweest. In 1946 werd hij directeur van de Nederlandsche Handel-Maatschappij en lid van de raad van bestuur van de KLM. Op 27 juni 1963 werd hij president-directeur van de KLM als opvolger van Ernst van der Beugel. Albarda vervulde daarnaast ook verschillende functies in de Nederlandse handel en industrie. Hij was lid van de commissie-Hirschfeld die de regering adviseerde over het Marshallplan. Hij was Commandeur in de Orde van Oranje-Nassau en Ridder in de Orde van de Nederlandse Leeuw.
Horatius Albarda overleed door een vliegtuigongeval met een Beechcraft Baron in Zwitserland. Hierbij kwam ook zijn 44-jarige echtgenote, Johanna Charlotte van Poelvoorde om het leven.